# Route 382 (Québec)
Pour les articles homonymes, voir Route 382.
La route 382 (R-382) est une route régionale québécoise située sur la rive nord du fleuve Saint-Laurent. Elle dessert la région administrative de l'Abitibi-Témiscamingue.

## Tracé
La route 382 relie les municipalités de Ville-Marie et de Belleterre. Elle débute à l'angle de la route 101 à Ville-Marie et traverse quelques petits villages du Témiscamingue. À Belleterre, après avoir traversé le village, elle se transforme en un chemin forestier en direction de la Réserve faunique La Vérendrye.

## Localités traversées (d'ouest en est)
Liste des municipalités dont le territoire est traversé par la route 382, regroupées par municipalité régionale de comté.

### Abitibi-Témiscamingue
Témiscamingue
- Ville-Marie
- Duhamel-Ouest
- Lorrainville
- Laverlochère-Angliers
- Fugèreville
- Latulipe-et-Gaboury
- Belleterre

## Intersections majeures
| MRC                     | Municipalité          | km    | Destinations                                          | Notes                                     |
| ----------------------- | --------------------- | ----- | ----------------------------------------------------- | ----------------------------------------- |
| Témiscamingue           | Ville-Marie           | 0,00  | R-101 – Témiscaming, Rouyn-Noranda                    |                                           |
| Témiscamingue           | Lorrainville          | 7,50  | R-391 sud – Béarn                                     | Terminus ouest du multiplex avec la R-391 |
| Témiscamingue           | Laverlochère-Angliers | 15,60 | R-391 nord – Saint-Eugène-de-Guigues                  | Terminus est du multiplex avec la R-391   |
| Témiscamingue           | Belleterre            | 73,20 | 4e Rue / Chemin du Lac-aux-Sables – Laforce, Winneway |                                           |
| - Terminus de multiplex |                       |       |                                                       |                                           |